# Monte Carmelo (Trujillo)
Monte Carmelo é uma cidade venezuelana, capital do município de Monte Carmelo (Venezuela).